# Kallistratos von Aphidnai
Kallistratos von Aphidnai (altgriechisch Καλλίστρατος Kallístratos; * um 410 v. Chr.; † wohl 355 v. Chr.) war ein Redner, Politiker und Feldherr des 4. Jahrhunderts v. Chr. in Athen.

## Leben
Kallistratos war Sohn eines Kallikrates und stammte aus dem attischen Demos Aphidnai. Ferner war er Neffe des Politikers Agyrrhios, einem Vorkämpfer der Demokratie in Athen, und wohl Schwiegervater des Strategen Timomachos. Der antike Historiker Theopompos schildert in einem erhaltenen Fragment seiner Geschichtswerke, dass Kallistatros im Privatleben den Lüsten ergeben gewesen sei, und auch zeitgenössische Komödiendichter wie Antiphanes machten ihn wegen seiner Wollust und Neigung zu Tafelfreuden zum Gegenstand ihres Spottes.
Kallistratos wird in der Überlieferung als hervorragender Redner charakterisiert und spielte eine wichtige Rolle in der Politik Athens während der ersten Hälfte des 4. Jahrhunderts v. Chr. „Während Kallistratos’ ungezügelte persönliche Leidenschaften in den Quellen karikiert werden, wird seine Handhabung politischer Angelegenheiten als sehr gewissenhaft bezeichnet. Kallistratos von Aphidnai gestaltete die Politik Athens seiner Zeit auf besondere Weise und beeinflusste damit auch die Geschicke ganz Griechenlands wesentlich, sodass er zu Recht als eigentlicher Baumeister einer neuen Wirtschafts- und Außenpolitik in der ersten Hälfte des 4. Jahrhunderts v. Chr. betrachtet wird.“
391 v. Chr. erhob Kallistratos Anklage wegen Amtsmissbrauchs gegen den Redner Andokides und dessen Mitgesandte, die von den Athenern zur Vereinbarung eines Friedens nach Sparta geschickt worden waren und nach ihrer Rückkehr die Annahme der Friedensbedingungen empfahlen. Mit seiner Anklage erreichte Kallistratos, dass die Gesandten von der Volksversammlung zum Tod verurteilt wurden. Er zeigte sich hier, wohl unter Agyrrhios’ Einfluss, als Vertreter der Kriegspartei und Anhänger der extremdemokratischen Richtung. 378/377 v. Chr. wurde er gemeinsam mit Timotheos und Chabrias zum Strategen gewählt. In dieser Eigenschaft beeinflusste er wesentlich die Gründung und Organisation des Zweiten Attischen Seebundes und regelte speziell die Finanzverhältnisse zwischen Athen und dessen Bundesgenossen.
In der Folge änderte Kallistratos seine bisher feindliche Haltung gegenüber Sparta und wurde Gegner des Epaminondas, der die Politik des aufstrebenden Theben leitete. So war Kallistratos auch maßgeblich am Sturz des Timotheos, einem entschiedenen Verfechter der Fortsetzung der Kriegspolitik gegenüber Sparta, beteiligt. Obwohl er mit diesem noch 373/372 v. Chr. erneut das Strategenamt bekleidet hatte, trat er bald danach mit Iphikrates in dem Prozess, der gegen den mittlerweile seines Amtes enthobenen Timotheos geführt wurde, als dessen Ankläger auf. Auf seinen Antrag wurde ferner das Vermögen des verurteilten Antimachos, der Schatzmeister des Timotheos gewesen war, vom Staat beschlagnahmt.
372/371 wurde Kallistratos wieder zum Strategen bestellt und nahm auf Wunsch des Iphikrates an dessen Expedition ins Ionische Meer teil, kehrte aber bald danach zur Weiterführung seiner politischen Betätigung nach Athen zurück. Er plädierte dafür, unter Beiseitelassen früherer Differenzen mit Sparta Frieden zu schließen, da die Fortsetzung des Krieges nur dem inzwischen zu einer großen Machtstellung gelangten Theben genützt hätte. Daher war er der Sprecher der attischen Gesandtschaft, die im Sommer 371 v. Chr. zur Führung der – erfolgreich verlaufenden – Friedensverhandlungen nach Sparta ging. Auch nach der kurz darauf erfolgten entscheidenden Niederlage Spartas gegen Theben in der Schlacht bei Leuktra verfolgte er die gleiche Politik und bewirkte, dass die Athener 369 v. Chr. den durch Epaminondas bedrohten Spartanern ein von Iphikrates kommandiertes Korps zu Hilfe schickten. Trotz seiner maßgeblichen Gestaltung der athenischen Politik in diesen Jahren sind seine dabei ergriffenen Maßnahmen im Einzelnen unbekannt; jedenfalls stieß er aber auf starke oppositionelle Strömungen.
Als die attische Stadt Oropos 366 v. Chr. an Theben verlorenging und die Spartaner Hilfe zu deren Wiedergewinnung verweigerten, wurden Kallistratos und Chabrias wegen Verrats angeklagt. Durch seine glänzende Beredsamkeit erreichte Kallistratos seinen Freispruch. Seine dabei gehaltene Verteidigungsrede soll den jungen Demosthenes sehr beeindruckt und zur Ergreifung des Rednerberufs veranlasst haben. Trotz des Freispruchs büßte Kallistratos seine bisherige führende Stellung in Athen ein. Immerhin war er um 365/364 Trierarch bei der nach Samos entsandten Flottenabteilung. In der Folgezeit von ihm unternommene Gesandtschaftsreisen in der Peloponnes sind unsicher.
Die Gründe für Kallistratos’ endgültigen Sturz sind nicht näher bekannt. Vermutlich weil die Athener ihn für die Misserfolge mitverantwortlich machten, die sie damals in Thrakien und gegen den thessalischen Tyrannen Alexander von Pherai einstecken mussten, wurde Kallistratos um 361 v. Chr. im Eisangelie-Verfahren angeklagt und zum Tod verurteilt. Er rettete sein Leben, indem er freiwillig ins Exil ging. Er begab sich zunächst in das unter makedonischer Herrschaft stehende Methone und kontaktierte von hier aus seinen Schwiegervater Timomachos, der eine in Thasos stationierte attische Flotte kommandierte und ihm bei der Überführung nach dieser Insel behilflich war. Dort lebte er wohl mehrere Jahre und veranlasste die Thasier 360 v. Chr. zur erneuten Kolonisierung der am Festland gegenübergelegenen Stadt Daton, die in fruchtbarer Gegend nahe den Goldgruben des Pangaion lag. Damals war er auch zeitweilig für den Makedonenkönig Philipp II. tätig. Von Thasos zog er nach Byzanz weiter. Wohl 355 v. Chr. kehrte er ohne Erlaubnis aus der Verbannung nach Athen zurück. Zuvor soll er das Orakel von Delphi befragt und von diesem die Antwort erhalten haben: „Er werde dort finden, was rechtens sei.“ Er fand in Athen aber keine gütige Aufnahme; obwohl er zum Altar der zwölf Götter floh, wurde er ergriffen und hingerichtet.